# Unione Sportiva Catanzaro 2005-2006
Questa voce raccoglie le informazioni riguardanti l'Unione Sportiva Catanzaro nelle competizioni ufficiali della stagione 2005-2006.

## Stagione
Nella stagione 2005-2006 il Catanzaro disputa il campionato di Serie B, con 28 punti si piazza in ultima posizione, retrocedendo in Serie C1. Dopo il ripescaggio della scorsa estate, anche in questa stagione il Catanzaro, sempre afflitto da problemi societari, non si è dimostrato all'altezza di questa impegnativa categoria, non sono certo bastati i quattro tecnici che hanno cercato di farlo, tanto palesi sono state le carenze tecniche evidenziate nel corso della stagione. Unica nota positiva le 14 reti segnate da Giorgio Corona, 4 delle quali su calcio di rigore, che hanno dato una patina di normalità al torneo dei giallorossi. Nella Coppa Italia il Catanzaro ha superato il Genoa nel primo turno, pareggiando ad Alessandria (0-0) la gara, ma i liguri sono stati poi penalizzati dal Giudice Sportivo che ha dato lo (0-3), poi nel secondo turno è uscito dal torneo per mano del Livorno, che si è imposto al Ceravolo (2-4) dopo i calci di Rigore. 
Il Catanzaro del presidente Claudio Parente, conclusa questa stagione agonistica, non è riuscito ad iscrivere i giallorossi al campionato di competenza, la Serie C1. Appellandosi al Lodo Petrucci su iniziativa di un nuovo presidente Giancarlo Pittelli, ha potuto iscriversi al campionato 2006-2007 in Serie C2, evitando così di dover ripartire dai dilettanti.

## Rosa
| N. |                     | Ruolo | Calciatore          |
| -- | ------------------- | ----- | ------------------- |
| 1  | Italia (bandiera)   | P     | Emanuele Belardi    |
| 2  | Italia (bandiera)   | D     | Cristian Adami      |
| 3  | Italia (bandiera)   | D     | Luca Pierotti       |
| 3  | Italia (bandiera)   | D     | Stefano De Angelis  |
| 4  | Italia (bandiera)   | C     | Domenico De Simone  |
| 5  | Italia (bandiera)   | D     | Danilo Zini         |
| 5  | Italia (bandiera)   | D     | Emanuele Venturelli |
| 6  | Italia (bandiera)   | D     | Fabio Di Sole       |
| 7  | Albania (bandiera)  | A     | Florian Myrtaj      |
| 7  | Nigeria (bandiera)  | D     | Mathew Olorunleke   |
| 8  | Italia (bandiera)   | C     | Giampaolo Calzi     |
| 8  | Italia (bandiera)   | C     | Fabrizio Ferrigno   |
| 9  | Italia (bandiera)   | A     | Giorgio Corona      |
| 10 | Italia (bandiera)   | C     | Simone Rizzato      |
| 11 | Italia (bandiera)   | A     | Tonino Sorrentino   |
| 12 | Italia (bandiera)   | P     | Salvatore D'Urso    |
| 13 | Italia (bandiera)   | D     | Valerio Di Cesare   |
| 13 | Italia (bandiera)   | D     | Mariano Scalercio   |
| 14 | Italia (bandiera)   |       | Daniele De Paoli    |
| 15 | Paraguay (bandiera) | C     | Nelinho             |
| 16 | Italia (bandiera)   | C     | Carlo Nervo         |
| 16 | Italia (bandiera)   | C     | Davide Cordone      |
| 17 | Italia (bandiera)   | D     | Salvatore Miceli    |
| 18 | Italia (bandiera)   | C     | Tommaso Folino      |
| 18 | Italia (bandiera)   | D     | Ronaldo Vanin       |
| 19 | Italia (bandiera)   | C     | Carmelo Imbriani    |
| 19 | Italia (bandiera)   | D     | Alessandro Radi     |
| 20 | Italia (bandiera)   | A     | Italo Mattioli      |

| N. |                   | Ruolo | Calciatore            |
| -- | ----------------- | ----- | --------------------- |
| 21 | Italia (bandiera) | C     | Andrea Ottonello      |
| 22 | Italia (bandiera) | A     | Antonio Morello       |
| 22 | Italia (bandiera) | D     | Alessandro Del Grosso |
| 23 | Italia (bandiera) | D     | Andrea Sussi          |
| 24 | Italia (bandiera) | C     | Giuseppe Ticli        |
| 25 | Italia (bandiera) | C     | Ruben Mancuso         |
| 26 | Italia (bandiera) | D     | Domenico Cambareri    |
| 27 | Italia (bandiera) | C     | Salvatore Cocuzza     |
| 28 | Italia (bandiera) | D     | Ciro De Franco        |
| 29 | Italia (bandiera) | D     | Luca Ceccarelli       |
| 30 | Italia (bandiera) | C     | Riccardo Gissi        |
| 31 | Italia (bandiera) | A     | Denis Pironaci        |
| 32 | Italia (bandiera) | C     | Giuseppe Russo        |
| 36 | Italia (bandiera) | C     | Fabio Mangiacasale    |
| 37 | Italia (bandiera) | P     | Luca Anania           |
| 39 | Italia (bandiera) | C     | Pasquale Talarico     |
| 40 | Italia (bandiera) | C     | Carlo Mauro           |
| 41 | Italia (bandiera) | D     | Benigno Mancuso       |
| 44 | Italia (bandiera) | A     | Claudio De Sousa      |
| 45 | Italia (bandiera) | D     | Nicodemo Caroleo      |
| 46 | Italia (bandiera) | C     | Davide Tedoldi        |
| 55 | Italia (bandiera) | D     | Orlando Urbano        |
| 78 | Italia (bandiera) | A     | Giuseppe Greco        |
| 87 | Italia (bandiera) | C     | Rocco Giannone        |
| 99 | Italia (bandiera) | A     | Alessandro Pellicori  |
|    | Italia (bandiera) | A     | Francesco Piemontese  |
|    | Italia (bandiera) | D     | Marco Criniti         |

## Risultati

### Campionato

#### Girone di andata
| Arbitro: | M. Mazzoleni (Bergamo) |

|            |           |             |
| Corona 56’ | Marcatori | 31’ Schwoch |

| Arbitro: | Ciampi (Roma) |

|                                   |           |  |
| Prisciandaro 48’ Carparelli 90+1’ | Marcatori |  |

| Arbitro: | P.S. Mazzoleni (Bergamo) |

|            |           |                       |
| Corona 89’ | Marcatori | 17’, 22’ Danilevicius |

| Arbitro: | Rizzoli (Bologna) |

|                                                |           |                 |
| Moscardelli 53’ Ricchiuti 58’ Motta 84’, 90+5’ | Marcatori | 36’, 40’ Corona |

| Arbitro: | Marelli (Como) |

|              |           |  |
| Adailton 65’ | Marcatori |  |

| Arbitro: | Preschern (Mestre) |

|                     |           |  |
| Pesaresi 73’ (aut.) | Marcatori |  |

| Arbitro: | Bergonzi (Genova) |

|                      |           |  |
| Baù 75’ Godeas 90+3’ | Marcatori |  |

| Arbitro: | Rocchi (Firenze) |

|  |           |             |
|  | Marcatori | 90+4’ Muzzi |

| Arbitro: | Banti (Livorno) |

|            |           |  |
| Bucchi 40’ | Marcatori |  |

| Arbitro: | De Santis (Roma) |

|              |           |  |
| Corona 45+2’ | Marcatori |  |

| Arbitro: | Lops (Torino) |

|                 |           |  |
| Confalone 90+1’ | Marcatori |  |

| Arbitro: | Pieri (Lucca) |

|            |           |                                      |
| Corona 17’ | Marcatori | 8’ Stankevicius 52’ (rig.) Milanetto |

| Bergamo 29 ottobre 2005, ore 16:00 13ª giornata | AlbinoLeffe        | 0 – 0 | Catanzaro | Stadio Atleti Azzurri d'Italia\| Arbitro: \| Preschern (Mestre) \| |
| Arbitro:                                        | Preschern (Mestre) |       |           |                                                                    |

| Arbitro: | Giannoccaro (Lecce) |

|  |           |            |
|  | Marcatori | 68’ Di Deo |

| Catanzaro 13 novembre 2005, ore 15:00 15ª giornata | Catanzaro                   | 0 – 0 | Bari | Stadio Nicola Ceravolo\| Arbitro: \| Girardi (San Donà di Piave) \| |
| Arbitro:                                           | Girardi (San Donà di Piave) |       |      |                                                                     |

| Mantova 19 novembre 2005, ore 16:00 16ª giornata | Mantova           | 0 – 0 | Catanzaro | Stadio Danilo Martelli\| Arbitro: \| Cassarà (Palermo) \| |
| Arbitro:                                         | Cassarà (Palermo) |       |           |                                                           |

| Arbitro: | Ciampi (Roma) |

|            |           |              |
| Miceli 43’ | Marcatori | 57’ Stamilla |

| Arbitro: | Rocchi (Firenze) |

|                                       |           |            |
| Marcolini 43’ Rivalta 75’ Ventola 86’ | Marcatori | 28’ Corona |

| Arbitro: | Tagliavento (Terni) |

|                                |           |                                                 |
| G. Russo 46’ Corona 68’ (rig.) | Marcatori | 11’ Ficagna 28’ Mengoni 53’, 88’ Ferreira Pinto |

| Arbitro: | Gava (Conegliano) |

|                                    |           |  |
| Spinesi 8’, 21’ (rig.) Mascara 80’ | Marcatori |  |

| Arbitro: | Bergonzi (Genova) |

|  |           |                              |
|  | Marcatori | 57’ Smit 90+2’ (rig.) Loviso |

#### Girone di ritorno
| Arbitro: | Marelli (Como) |

|                |           |  |
| Vitiello 90+5’ | Marcatori |  |

| Arbitro: | M. Mazzoleni (Bergamo) |

|                   |           |               |
| Corona 52’ (rig.) | Marcatori | 9’ Carparelli |

| Arbitro: | Ayroldi (Molfetta) |

|                                          |           |  |
| Biancolino 45+1’ (rig.) Danilevicius 50’ | Marcatori |  |

| Arbitro: | Herberg (Messina) |

|           |           |  |
| Greco 30’ | Marcatori |  |

| Catanzaro 28 gennaio 2006, ore 16:00 26ª giornata | Catanzaro                | 0 – 0 | Verona | Stadio Nicola Ceravolo\| Arbitro: \| P.S. Mazzoleni (Bergamo) \| |
| Arbitro:                                          | P.S. Mazzoleni (Bergamo) |       |        |                                                                  |

| Arbitro: | Lops (Torino) |

|  |           |           |
|  | Marcatori | 31’ Gissi |

| Arbitro: | Brighi (Cesena) |

|                        |           |                |
| Corona 59’ (rig.), 75’ | Marcatori | 22’ Borgobello |

| Arbitro: | Cassarà (Palermo) |

|                             |           |  |
| O. Brevi 76’ Abbruscato 86’ | Marcatori |  |

| Arbitro: | Girardi (San Donà di Piave) |

|                   |           |  |
| Corona 56’ (rig.) | Marcatori |  |

| Arbitro: | Rocchi (Firenze) |

|                       |           |            |
| Sedivec 23’ Pellè 74’ | Marcatori | 10’ Corona |

| Arbitro: | M. Mazzoleni (Bergamo) |

|               |           |                         |
| De Simone 23’ | Marcatori | 45+1’, 72’ Floro Flores |

| Arbitro: | Girardi (San Donà di Piave) |

|                        |           |  |
| Bruno 56’ Mourad 90+2’ | Marcatori |  |

| Arbitro: | Cassarà (Palermo) |

|            |           |                                         |
| Corona 31’ | Marcatori | 45’ Salgado 55’ Belingheri 63’ Iacopino |

| Arbitro: | Ciampi (Roma) |

|  |           |                           |
|  | Marcatori | 37’ Mattioli 81’ De Sousa |

| Arbitro: | Gabriele (Frosinone) |

|                       |           |  |
| De Angelis 61’ (aut.) | Marcatori |  |

| Arbitro: | De Marco (Chiavari) |

|  |           |            |
|  | Marcatori | 5’ Noselli |

| Arbitro: | Stefanini (Prato) |

|                            |           |           |
| Cacia 87’ Miglionico 90+2’ | Marcatori | 76’ Vanin |

| Arbitro: | Ayroldi (Molfetta) |

|             |           |                   |
| Tedoldi 51’ | Marcatori | 21’, 53’ Zampagna |

| Arbitro: | Romeo (Verona) |

|                                                         |           |              |
| Morabito 7’ Ferreira Pinto 9’ Bernacci 20’ Salvetti 37’ | Marcatori | 83’ De Sousa |

| Arbitro: | Girardi (San Donà di Piave) |

|              |           |                              |
| Mattioli 50’ | Marcatori | 17’, 72’ Mascara 31’ Caserta |

| Arbitro: | Pantana (Macerata) |

|                                           |           |  |
| Bellucci 19’ Mingazzini 42’ Marazzina 61’ | Marcatori |  |

### Coppa Italia
| Alessandria 7 agosto 2005, ore 18:00 Primo turno | Genoa                     | 0 – 3 | Catanzaro | Stadio Giuseppe Moccagatta\| Arbitro: \| Dondarini (Finale Emilia) \| |
| Arbitro:                                         | Dondarini (Finale Emilia) |       |           |                                                                       |

| Arbitro: | Gabriele (Frosinone) |

|                                 |                      |                                                |
| Corona Morello Calzi Sorrentino | Tiri di rigore 2 – 4 | Vargas Ruotolo Paulinho Palladino C. Lucarelli |